# 中曾根雅夫
中曾根 雅夫（日语：／ Nagasane Masao，1935年7月17日—1993年9月2日），日本长野县人，日本声优兼演员，长野县上田千曲高等学校毕业。因其为这一角色的战吼配音而为人所知，但本人生平资料稀少。曾隶属于东京放送专属剧团和土之会。
日本时间1993年9月2日凌晨3时，被发现死于家中，日本警方判断为因感冒而病死，没有亲属和朋友陪同。